# Dromiciops gliroides
El monito del monte (Dromiciops gliroides) es una especie de marsupial microbioterio de la familia Microbiotheriidae que habita los bosques templados del suroeste de la Patagonia. A pesar de su nombre, este animal no tiene ningún parentesco con los primates.

## Descripción
Los monitos del monte son animales pequeños, de unos 20-25 cm desde el hocico hasta la cola, de los cuales entre 9 y 13 cm son de la cola. Pesan entre 20 y 42 gramos. Poseen hocico corto y ojos grandes y oscuros. El color del pelo es marrón a pardo grisáceo en el dorso y blanco o gris en el vientre, los hombros y las patas. Las hembras poseen un marsupio con cuatro mamas en su interior. La cola es prensil.
Su fórmula dentaria es:
| 5.1.3.4 |
| 4.1.3.4 |

Posee una bulla timpánica muy desarrollada y los incisivos, caninos y últimos molares reducidos.
Es un animal trepador y se lo encuentra activo por la noche y el crepúsculo, cuando se alimenta de insectos principalmente (insectívoro) aunque también consume frutos, semillas y hojas. Aunque se lo describe como solitario, duerme en grupos de 3 a 5 individuos, en huecos o matorrales. Las hembras tienen de una a cinco crías entre noviembre y marzo. El desarrollo ocurre dentro del marsupio, por lo cual sólo hasta cuatro crías son viables. Cuando abandonan el marsupio son llevadas por la madre en la espalda y duermen en un nido que hace la madre con hojas de la planta coligüe. Pueden llegar a hibernar en inviernos rigurosos.

## Distribución y hábitat
A esta especie le corresponde la distribución más austral del género. Es endémica de los bosques templados y templado-fríos del centro-sur de Chile, desde Concepción (37ºS) hasta la Isla de Chiloé, y un sector cordillerano del suroeste de la Argentina, desde el parque nacional Lanín, en la provincia de Neuquén hasta el oeste de la provincia de Río Negro y noroeste de la provincia del Chubut.
Habita en bosque lluviosos de la ecorregión de los Bosques Patagónicos, hasta 1850 metros de altura. En Chile es más abundante en los bosques valdivianos. En Argentina habita bosque templados de Nothofagus y Coligüe.

## Historia
Por largo tiempo a este taxón se lo conoció bajo el nombre científico de Dromiciops australis (Philippi, 1893) con base en la descripción de Didelphys australis Philippi, 1893 realizada por el sabio y naturalista alemán, radicado en Chile, Rodulfo Amandus Philippi Krumwiede, con localidad tipo definida como: "cerca de La Unión, Provincia de Valdivia, Chile." (hoy Provincia del Ranco, en la Región de Los Ríos). Sin embargo, este nombre ya estaba ocupado por Didelphys australis Goldfuss, 1812
Hasta el año 2016 se creía que el género Dromiciops era monotípico, estando todas sus poblaciones adscriptas a D. gliroides. En el año 2008 se demostró que lo que se creía un único clado en realidad presentaba una marcada estructura filogeográfica formada por 3 grupos alopátricos bien diferenciados.
Sobre esta base, se estudió la variación morfológica de Dromiciops, concluyéndose que el patrón geográfico de la misma es congruente con el patrón filogeográfico, por lo que la evidencia morfológica y molecular demostró la existencia de 3 especies, las que son fácilmente separables sobre particularidades de sus rasgos dentales y craneales. Esto fue dado a conocer en una publicación del año 2016 por los zoólogos de la Universidad Austral de Chile Guillermo D'Elía, Natalí Hurtado y Alejandro D'Anatro, en la cual se describieron otras dos especies de Dromiciops con distribución más septentrional respecto a la de D. gliroides: D. bozinovici  y D.mondaca.
Sin embargo, un estudio posterior postuló que la estructuración filogenética comprobada en el estudio de D'Elia y colaboradores no necesariamente implicaría el establecimiento de dos nuevas especies adicionales ni obligadamente reflejaría variaciones morfológicas. Se planteó que la variación craneal de los individuos estaría ligada a cambios ambientales latitudinales, como parte de una plasticidad fenotípica propia del taxón, por lo tanto, concluyeron que no había pruebas suficientes para contradecir que el género se componía de una sola especie: Dromiciops gliroides.
Un nuevo estudio, obra de Julián F. Quintero-Galvis, Pablo Sáenz-Agudelo, Juan L. Celis-Diez, Guillermo C. Amico, Soledad Vázquez, Aarón B. A. Shafer y Roberto F. Nespolo, publicado en el año 2020, terminó por confirmar que el género era multiespecífico. Sobre un lote de muestras correspondientes a 159 especímenes, de 31 localidades de Argentina y Chile, se realizó una reconstrucción filogenética utilizando secuencias de 2 genes de ADN mitocondrial y 4 de ADN nuclear. La datación del tiempo de divergencia estimado fue conseguida mediante calibración fósil. El análisis filogenético resultó en la constatación de 4 clados bien apoyados, con distribuciones geográficas discretas. El clado más antiguo y diferenciado corresponde al de la distribución más septentrional (35,2ºS a 39,3ºS), correspondiente a D. bozinovici, especie que compartió un ancestro común con D. gliroides (clados del sur) hace unos 13 Ma, con los cuales presenta un porcentaje estimado de divergencia en mtDNA elevado (rango: 7,3-12 %). Los clados del sur (D. gliroides y D. mondaca, 39,6ºS a 42,0ºS), mostraron un tiempo de divergencia que varió de 9,57 a 6,5 Ma. Se detectó una fuerte estructura genética de norte a sur, pero no entre las poblaciones de laderas opuestas de la cordillera de los Andes, o entre las poblaciones de la isla Grande de Chiloé respecto a las de la tierra firme inmediata. También se recuperó un cuarto clado, dentro del área correspondiente a D. gliroides, sobre el cual proseguirán más estudios.
Los 3 principales linajes genéticos de Dromiciops, cuya divergencia se atribuyó inicialmente a glaciaciones del Pleistoceno, resultaron ser consecuencia en realidad de eventos geológicos mucho más antiguos. La fuerza diversificadora se desencadenó, y operó en su totalidad, durante el óptimo climático del Mioceno medio. La transgresión resultante, una masiva inundación que cubrió de aguas marinas amplias porciones de tierras bajas de la cara occidental de los Andes entre las latitudes 38 a 48ºS, generó aislamiento de las poblaciones del género durante un tiempo suficiente para diferenciarse específicamente, las que, al descender las aguas, continuaron su individualidad, la cual mantienen hasta la actualidad. Las poblaciones que darían forma a D. gliroides habrían evolucionado al quedar aisladas por la inundación en una parte elevada del sur de la isla Grande de Chiloé; las que formarían a D. bozinovici lo habrían hecho en territorios continentales del norte; las que formaron D. mondaca habrían evolucionado al quedar aisladas en una paleoisla cerca de Valdivia, correspondiente a partes elevadas de la actual cordillera de la Costa.
Esta reconstrucción evolutiva coincide con la distribución ancestral propuesta para los linajes sudamericanos del género Nothofagus, árboles que, en conjunción con las cañas o bambúes del género Chusquea, están íntimamente relacionados con los monitos del monte.

### Descripción original
Esta especie es la especie tipo del género Dromiciops. Fue descripta en el año 1894 por el mastozoólogo británico Oldfield Thomas.

#### Hallazgo geográfico
La ubicación geográfica inicial referida es: “Huite, al nordeste de Chiloé”. Esta localidad se encuentra localizada en la comuna chilena de Quemchi, en la Provincia de Chiloé, Región de Los Lagos, en las coordenadas: 42°05′25″S 73°26′46″O / -42.09028, -73.44611.
Según lo anotado por su colector, fue: "Capturado en la horquilla de un gran árbol."

#### Holotipo
El ejemplar holotipo designado es el catalogado como: B. M. 92.5.9.3; se trata de un macho viejo preservado como piel, el cual midió 126 mm de largo de cabeza más cuerpo y 102 mm de cola. Fue capturado el 20 de mayo de 1868 por el doctor Robert O. Cunningham, quien se refirió a él bajo el nombre de Didelphys elegans. Se encuentra depositado en el Museo Británico de Historia Natural (BMNH) de Londres.

#### Etimología
Etimológicamente, el término genérico Dromiciops refiere a la semejanza entre este animal y el lirón de Tasmania (Dromicia nana —hoy Cercartetus nanus—). El sufijo -ops, se deriva de la palabra del idioma griego ops, que significa 'aspecto' o 'apariencia', es decir, "animal con apariencia de Dromicia". El nombre específico gliroides se construye con glir-, en referencia a gliris, que significa 'lirón' y -oid o oides, una contracción del griego -o más eidos, nuevamente significando 'con apariencia de lirón'.